# チャーターハウス・スクール
チャーターハウス校（チャーターハウスこう）もしくはチャーターハウス・スクール（英: Charterhouse School）は、サリー州ゴダルミングに存在するイギリスの私立寄宿学校（または、一般にパブリックスクールとも呼ばれるエリート校）である。設立当初はThe Hospital of King James and Thomas Sutton in Charterhouseという名称であった。
基本的には男女共学である。
ロンドンのスミスフィールド、チャーターハウス広場にある古いカルトジオ会派修道院の敷地内に、1611年トーマス·サットンによって設立された。1864年のクラレンドン委員会報告書によって定義された、9つのパブリックスクールの一つである。
現在もチャーターハウスの生徒は、カルトゥジアン（Carthusians、カルトジオ会修道士）と呼ばれている。卒業生はオールド・カルトゥジアン（カルトジオ会の老修道士）、またはOCs（オールド・カルトゥジアンの略）と呼ばれる。

## 建物(ハウス)
4つの古い建物と7つの新しい建物、それに加えてフランク・フレッチャー元校長にちなんで名付けられた新しい通学学校用ハウス、Fletcheritesが2010年秋に開設された。
建物毎の生徒はネクタイ、傘、サッカーチームのストライプの色で見分けることが可能。
| ハウス                                   | 略称 | 形式   | 色 | 色             | 寄宿/通学 |
| ---------------------------------------- | ---- | ------ | -- | -------------- | --------- |
| Saunderites                              | S    | 古い   |    | オレンジ       | 寄宿      |
| Verites                                  | V    | 古い   |    | 黒             | 寄宿      |
| Gownboys                                 | G    | 古い   |    | ブルゴーニュ   | 寄宿      |
| Girdlestonites（『あひる達』として有名） | g    | 古い   |    | 銀             | 寄宿      |
| Lockites                                 | L    | 新しい |    | ライトグリーン | 寄宿      |
| Weekites                                 | W    | 新しい |    | ライトレッド   | 寄宿      |
| Hodgsonites                              | H    | 新しい |    | 暗青           | 寄宿      |
| Daviesites                               | D    | 新しい |    | 暗緑           | 寄宿      |
| Bodeites                                 | B    | 新しい |    | Old Gold       | 寄宿      |
| Pageites                                 | P    | 新しい |    | ライラック     | 寄宿      |
| Robinites                                | R    | 新しい |    | 紫             | 寄宿      |
| Fletcherites                             | F    | 通学   |    | ライトブルー   | 通学      |

Girdlestonitesは非公式に「Duckites（アヒル達）」として知られているが、初代ハウスマスターのFrederick Girdlestoneがアヒルのように歩く事から付いた。これは「侮辱」スラングだったので、正式に使用されていなかった。この制限は現在外れて、学校の雑誌には時折印刷物でアヒル達が使用されている。

## 学期
1年3学期、学期の事をクォーターと呼んでいる。
- Oration Quarter（演説学期、OQ）：9月初旬～12月中旬
- Long Quarter (LQ)：1月中旬～3月終盤
- Cricket Quarter（クリケット学期、CQ）：4月終盤～6月終盤・7月初旬

## 制服
- 低学年

チャーターハウスの最初の三年間である低学年の制服は、第5形態の (GCSE year) が省かれ4形態で構成されている。白やブルーのシャツ、ハウス(学校の建物毎の)ネクタイ、グレーのズボン、青ジャンパー、ツイードのジャケットや革靴から成る平日制服を着用する。日曜日の服装はピンストライプや無地のデザインのダークスーツで構成する。チョッキはオプション。様々な階級や学校の名誉ネクタイのバリエーションを含む。低学年から上級学年への移行は、GCSE試験を合格しないといけない。
- スペシャリスト（上級生）
  - 　シックス・フォーム (six form) と呼ばれる2年間の教育期間
- 夏服
- 学校栄誉
  - House Colours（文化的な栄誉に授与されるネクタイ）
  - School Colours（学校にスポーツと文化その他で貢献のあった者に授与される）
  - その他に、The Head of School、1st XI Cricket 、Greyhoundsがある。

## 卒業生
- ヘイスティングス・イスメイ将軍、WW2チャーチル首相付き軍事首席補佐官、NATO初代事務総長
- オード・ウィンゲート 特殊部隊創設者
- ロバート・ベーデン＝パウエル　スカウト運動（ボーイスカウト）の創立者
- ロバート・グレーヴス詩人、小説家、評論家
- レイフ・ヴォーン・ウィリアムズ作曲家
- ヒュー・トレヴァー＝ローパー歴史家
- ハリー・オッペンハイマー ダイヤモンド商、富豪
- ウィリアム・メイクピース・サッカレー作家
- ロバート・ジェンキンソンイギリス首相
- ジェネシス (バンド)のメンバー、トニー・バンクス、ピーター・ガブリエル、マイク・ラザフォード、クリス・ステュアート、アンソニー・フィリップス
- ゴールズワージー・ロウズ・ディキンソン 政治学者、哲学者